# Jean Fievez
Jean Fievez (30 de novembro de 1910 - 18 de março de 1997) foi um futebolista belga que competiu na Copa do Mundo FIFA de 1938.